# Bygholm Len
Bygholm Len bestod af Bjerre, Hatting, Nim og Voer herreder. I 1313 opførte Erik 6. Menved flere tvangsborge, hvoriblandt formentlig det ældste Bygholm. Den ældste kendte lensmand er rigsråd Jens Andersen Brok i 1369 (han var i 1375 lensmand på Kalø).
Den bedst kendte 
lensmand på Bygholm var alkymisten Erik Lange, under
hvem gården forfaldt. Derfor og
muligvis efter en brand på Bygholm i begyndelsen af 17. århundrede
flyttede lensmanden til Stjernholm,
hvorefter lenet skiftede navn til Stjernholm Len.
Lenet har det meste af tiden været været pantelen; en kort tid i begyndelsen 1400-tallet var det tjenestelen for rigsråden Mogens Munk (tidligere høvedsmand på Ålborghus), og i slutningen af 1500-tallet var det fadeburslen/regnskabslen

## Eksterne kilder /henvisninger
- Bygholm Len i Salmonsens Konversationsleksikon (2. udgave, 1916)